# Reedukace
Reedukace (též převýchova) je soubor speciálních pedagogických postupů a metod práce, které se zaměřují na rozvoj porušených nebo nevyvinutých funkcí. Reedukace je vždy individuální záležitostí – vychází z individuality dítěte, z aktuálního stavu a konkrétních projevů poruchy. Reedukace neznamená v žádném případě doučování – jedná se o soubor metod, které směřují k odstranění specifických obtíží při čtení, psaní, počítání, a jsou zaměřeny na rozvoj percepčně motorických funkcí.
Reedukace znamená utváření a výchovu psychických funkcí, popř. dovedností nutných ke zvládnutí složitějších dovedností.

## Reedukační proces
Jedná se o postupný rozvoj, zlepšování úrovně porušených nebo nevyvinutých funkcí potřebných pro čtení, psaní, počítání (např. rozvoj porušených funkcí zrakového vnímání). Jeho výsledkem není pouze rozvoj těchto funkcí, ale i vytvoření potřebné dovednosti na dané úrovni.
Neexistuje jednotný postup reedukace stejný pro všechny děti – každé dítě má poruchu odlišného stupně závažnosti, s různými, někdy zcela individuálními projevy.

## Postup reedukace
Existuje mnoho metod a postupů reedukace a mohou dětem pomoci rychleji a překonat jejich obtíže a tím je odstranit. Velmi důležité je včasné rozpoznání specifických poruch učení. Na tomto základě je třeba vhodně zvolit reedukační postupy. Základem úspěchu reedukace nejsou pouze odborné znalosti, ale i osobní přístup. Přístup by měl být citlivý, jak k dítěti, tak i k rodičům.
Reedukace je rozdělena do tří oblastí. Ty se vzájemně při práci prolínají:
1. reedukovat funkci, které společně podmiňují poruchu,
2. utvářet dovednosti správně číst, psát a počítat,
3. působit na psychiku dítěte s cílem naučit ho s poruchou žít a utvářet adekvátní koncept sebe samého.[5]

## Příklad postupu
Vždy se začíná nácvikem percepčně motorických funkcí (ty označují nedostatky v rozvoji zrakového a sluchového vnímání v oblasti hrubé a jemné motoriky, které se promítají do grafických projevů dítěte). Ty tvoří podklad poruchy. Je třeba z nich vycházet a průběžně poruchy rozvíjet. Reedukace se začíná na té úrovni, kterou ještě dítě zvládá. Teprve pak se obtížnost postupně zvyšuje. Tímto způsobem se dítě od práce neodradí a pomocí pozitivní motivace se podněcuje dítě k další práci.
1. Postupuje se od manipulace s konkrétními předměty k jejich zobrazení až k abstraktním obrazcům (např. geometrické tvary, písmena).
2. Při reedukaci se využívá co nejvíce multisenzorických přístupů, při kterých je zapojeno co nejvíce smyslů zároveň (tj. zrak, sluch, hmat, čich). K tomu se kombinuje řeč, pohyb a rytmus.
3. Je nutné zaměřit se na metody práce a pomůcky, které se použijí. Připravuje se i časový harmonogram.
4. Na reedukační činnost dítěte se rovněž vytváří tzv. přípravy. Do nich se zaznamenávají ty obtíže, na které se v dané reedukační lekci zaměří, také i na metody práce a pomůcky použijeme. Do příprav se zaznamenává cvičení, které děti doma procvičují (v rozumném množství a hravé formě). S podstatou cvičení a jejich řešení se seznámí i rodiče. Nejefektivnější je cílená individuální reedukační činnost.
5. Lze používat i skupinovou reedukaci. Při té by skupina dětí neměla překročit 5.[2]

Reedukační činnost bývá dlouhodobou záležitostí a nebývá snadná. Po určité době je nutné zhodnotit efekt reedukace. Pokud není efektivní, je potřeba hledat nové metody a postupy. Po ukončení reedukace potřebují některé děti další péči a zohlednění.